# Луиджи Матеи (кардинал)
Луиджи Матеи (на италиански: Luigi Mattei) е италиански католически кардинал.

## Биография
Луиджи Матеи е роден на 17 март 1702 г. Представител на видната фамилия Матеи. През 1727 г. получава докторат по in utroque jure. Издигнат е за кардинал в консисторията на 26 ноември 1753 г. Заема различни длъжности в курията, включително и на секретар на апостолическата палата през 1743 г. и одитор на Папския трибунал през 1747 г.
Умира след кратко заболяване на 30 януари 1758 г., на 55 години. Погребан е в църквата „Санта Мария в Аракуели“ в Рим.